# Новоцарицынское сельское поселение
Новоцарицынское се́льское поселе́ние — муниципальное образование в Москаленском районе Омской области Российской Федерации.
Административный центр — село Новоцарицыно.

## История
Статус и границы сельского поселения установлены Законом Омской области от 30 июля 2004 года № 548-ОЗ «О границах и статусе муниципальных образований Омской области».

## Население
| 2010  | 2011  | 2012  | 2013  | 2014  | 2015  | 2016  |
| ----- | ----- | ----- | ----- | ----- | ----- | ----- |
| 2427  | ↘2422 | ↘2400 | ↘2385 | ↘2328 | ↘2314 | ↘2265 |
| 2017  | 2018  | 2019  | 2020  | 2021  | 2023  |       |
| ↗2275 | ↘2248 | ↘2216 | ↘2170 | ↘1745 | ↘1681 |       |

## Состав сельского поселения
| № | Населённый пункт | Тип населённого пункта       | Население |
| - | ---------------- | ---------------------------- | --------- |
| 1 | Дюсетай          | аул                          | 0         |
| 2 | Жанааул          | аул                          | 280       |
| 3 | Кзыл Агаш        | аул                          | 237       |
| 4 | Новоцарицыно     | село, административный центр | ↘1446     |
| 5 | Ромадан          | аул                          | 12        |
| 6 | Селивановка      | деревня                      | ↗153      |
| 7 | Татьяновка       | деревня                      | ↘178      |
| 8 | Тумба            | аул                          | 121       |